# Прапор Техасу
Прапор Техасу (англ. Flag of Texas) — один з державних символів американського штату Техас.

## Опис прапора
Прапор являє собою прямокутне полотнище із співвідношенням висоти до довжини як 2:3. Прапор розділений на дві рівновеликі горизонтальні смуги, верхня смуга білого кольору, нижня — червоного. Зліва (у древка) вертикальна синя смуга шириною 1/3 від довжини прапора. У центрі синьої смуги п'ятипроменева зірка білого кольору, діаметр описаного кола зірки дорівнює 3/4 ширини синьої смуги. Відтінки кольорів прапора такі ж, як і у прапора США.
Прапор штату Техас відомий як Прапор самотньої зірки (англ. Lone Star Flag). Цей прапор був представлений на розгляд Конгресу Республіки Техас 28 грудня 1838 року, сенатором William H. Wharton, і 25 січня 1839 року він був затверджений офіційним прапором Республіки Техас.
29 грудня 1845 року, Республіка Техас підписала договір про входження до складу США, ставши згодом 28-м штатом Союзу. Прапор республіки став прапором штату. В 1879 році були анульовані всі цивільні закони штату, відновлені після їх перегляду. Про закон про прапор згадали тільки в 1933 році, коли він і був повторно заснований. Таким чином у 1879—1933 роках у штату формально не було свого прапора.
| Кольори | Синій    | Білий       | Червоний  |
| ------- | -------- | ----------- | --------- |
| Pantone | 282c     |             | 193c      |
| RGB     | 0-40-104 | 255-255-255 | 191-10-48 |
| HTML    | #002868  | #FFFFFF     | #BF0A30   |

## Символіка прапора
Відповідно до закону про прапор синій колір символізує вірність, білий — чистоту, червоний — хоробрість. Зірка символізує весь штат Техас і єдність бога, штату і країни. «Самотня зірка» — символ, взятий з попереднього прапора, який символізував солідарність техасців в боротьбі за незалежність від Мексики. Нині це трактується як символ незалежного духу штату Техас. «Самотня зірка» дала прізвисько штату — «Штат Самотньої зірки».